# الدوري الإسباني الدرجة الثانية 1996–97
دوري الدرجة الثانية الإسباني 1996–97 (بالإسبانية: Segunda División de España 1996-97)‏ هو الموسم 66 من  دوري الدرجة الثانية الإسباني. أقيم خلال الفترة 31 أغسطس 1996 وحتى 15 يونيو 1997، وأشرف على تنظيمه الاتحاد الملكي الإسباني لكرة القدم، وكان عدد الأندية المشاركة فيه  20، وفاز فيه نادي مريدا.